# شبکه خبر تگزاس
شبکه خبر تگزاس (به انگلیسی: Texas Cable News) یک شبکه خبری کابلی منطقه‌ای بود که در سال ۱۹۹۹ به مالکیت گانیت راه‌اندازی شد. دفتر مرکزی این شبکه در دالاس است.